# Zärtliche Haie
Zärtliche Haie ist eine parodistisch angehauchte, deutsch-französisch-italienische Filmkomödie von Michel Deville mit Anna Karina, Mario Adorf und Gérard Barray in den Hauptrollen.

## Handlung
Costa ist ein junger Seeoffizier und Sohn eines Flottenadmirals, der versehentlich in die Spionagezentrale einer feindlichen Macht gerät. Man fasst ihn, stellt ihn vor Gericht und verurteilt das Unschuldslamm kurzerhand zum Tode. Doch der Henker hat Mitleid und lässt den jungen Burschen entkommen. Nun sind bald zahlreiche Jäger auf seiner Spur, die erbarmungslos Jagd auf Costa machen. Schließlich werden die feindlichen Agenten seiner habhaft und setzten ihn im Nirgendwo in einem Ballon aus.
Eine Spionin gesellt sich zu ihm, und bald verlieben sich die beiden ineinander. Die Handlung wird immer überdrehter. Costas Zwillingsschwester Elena, die derweil an Bord des Kriegsschiffs, auf dem Costa sonst seinen Dienst verrichtet, seine Rolle als Fähnrich eingenommen hat, versucht derweil, den Bruder zu retten, als er vor ein Kriegsgericht wegen Hochverrats gezerrt werden soll. Zusammen mit einem anderen Schiffsoffizier macht sie sich auf die Suche nach dem verlorenen gegangenen Costa, bis sich alles in einem Happy End auflöst.

## Produktionsnotizen
Zärtliche Haie wurde am 10. März 1967 in die deutschen Kinos gebracht.
Die Bauten entwarf Max Mellin. Die Herstellungsleitung auf deutscher Seite hatte Georg M. Reuther, die auf französischer Robert Dorfmann.

## Kritiken
„Von Shakespeare nehmen wir Verwechslungskomödien gern hin. Aber diese moderne Mischung ist denn doch allzu krampfhaft auf Gags dressiert, um viel Spaß zu machen. Nicht nur, daß das Schwesterchen für den entführten Bruder als Fähnrich ein Flottenmanöver mitmacht, Mordanschläge von bösen und weniger bösen Spionen sind auch noch im Spiel. Die für den Titel bemühten Haie können ihre Zärtlichkeit nur dadurch beweisen, daß sie eine appetitliche Spionin verschmähen. Anna Karina entwickelt nach Kräften Lausbubencharme und hat ein paar nette Partner in Gerard Barray, Mario Adorf und Fritz Tillmann. Ob Michel Deville mit seiner Agentenpersiflage jedoch viel Lacher ernten wird, scheint fraglich.“

Im Lexikon des Internationalen Films heißt es: „Parodistische Komödie voller Kalauer und Slapstickzitate. Hauptdarstellerin Anna Karina beweist hier einmal ihr komisches Talent und wirkt überzeugender als die oft faden Späße drumherum.“ Auch der Evangelische Filmbeobachter hält nicht viel von dem Streifen: „Die alte Klamottenform ist mit modischen Zutaten aufgefrischt, ermüdet aber trotz nettem Spiel von Anna Karina und Mario Adorf durch magere Handlung.“